# Минчев, Андрей
Андре́й Минчев (рум. Andrei Mincev; род. 30 сентября 1998, Молдова) — молдавский футболист, полузащитник.

## Карьера
С 2016 по 2021 год выступал за основном состав «Саксана». Дебютировал 3 апреля в гостевом матче против «Зари». На поле Минчев вышел на 79-й минуте встречи, которая в итоге закончилась поражением «Саксана» со счётом 0:2.